# بیابان ساری‌اسیک-آتیراو

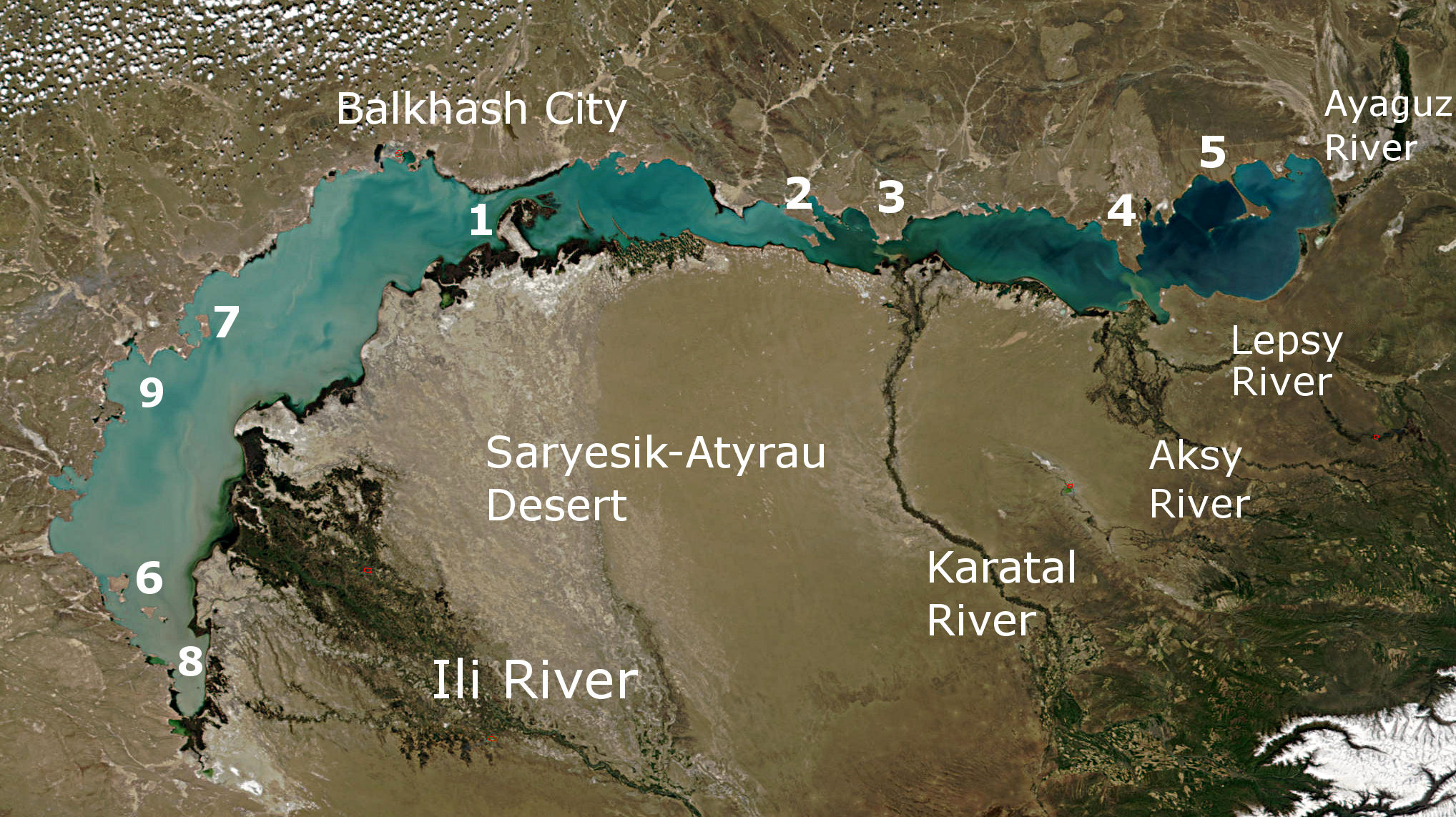
دید ماهواره‌ای از بیابان ساری‌اسیک-آتیراو.

بیابان ساری‌اسیک-آتیراو (قزاقی: Saryesikatyray’) در شرق قزاقستان واقع شده و در حدود ۴۰۰ کیلومتر در امتداد جنوب دریاچه بالخاش ادامه می‌یابد. ساری‌اسیک-آتیراو بیابانی شنی است با اکولوژی نسبتاً سالم و فرسایش کم. در این بیابان تعداد زیادی دریاچه و آبگیر کوچک وجود دارد و در برخی فصول چمنزارهایی نیز در آن می‌روید که جمعیتی از حیوانات و پرندگان گوناگون را به خود جلب می‌کند. 
بیابان ساری‌اسیک-آتیراو از سوی غرب به دلتای رود ایلی محدود می‌شود که زادبوم جمعیت بزرگی از گرازها است. گرازهای این منطقه عمدتاً در نیزارها به‌سر می‌برند اما به حاشیه‌های بیابان نیز وارد می‌شود. این جانوران در حاشیه بیابان معمولاً در بیشه‌های مارونگ دیده می‌شوند. 
در بیابان ساری‌اسیک-آتیراو غزال ایرانی و شمار اندکی (حدود ۱۵۰ رأس) کل سکایی زندگی می‌کنند. گورخر آسیایی (گور ترکمنی) اما در این بیابان منقرض شده است.
جیمی مدیسون، کاشف انگلیسی، در سپتامبر ۲۰۱۷ با پای پیاده به صورت دوندگی ماراتون تند، از این بیابان عبور کرد و موفق شد فاصله ۱۱۳ کیلومتر را در ۳۰ ساعت به پیماید.